# Andrena livens
Andrena livens är en biart som beskrevs av Pérez 1895. Andrena livens ingår i släktet sandbin, och familjen grävbin. Inga underarter finns listade i Catalogue of Life.